# Liste de totems de célébrités
Pour des articles plus généraux, voir Scoutisme et Totémisation.
La liste des totems présente les totems de personnes ayant été scouts, guides, éclaireuses ou éclaireurs, classées par nom de famille. 
Le totem est généralement constitué de deux éléments : un nom, le plus souvent, d’animal et un ou plusieurs adjectif qualificatif (ou « quali »), qui renseigne le caractère. Il est attribué à la suite d'une cérémonie rituelle de totémisation qui peut être accompagnées de petites épreuves. Le totem peut aussi être remis à titre honorifique : par exemple, le chanoine Cornette n’a vécu la totémisation que tardivement et sans aucune épreuve. 
- Haut – A
- B
- C
- D
- E
- F
- G
- H
- I
- J
- K
- L
- M
- N
- O
- P
- Q
- R
- S
- T
- U
- V
- W
- X
- Y
- Z

## A
- Ashkenazi, Leon (1922-1996) ; philosophe français, rabbin, éducateur – EIF: Manitou.

## B
- Bachelot, Roselyne (née en 1946) ; ministre et députée française : Vison Soyeux[1]
- Baden-Powell, Robert (1857-1941) ; Militaire anglais, fondateur du scoutisme : Impeesa (Le loup qui ne dort jamais).
Ce totem est sujet à caution, dans la mesure où BP l’aurait reçu des Matabelés lors de sa lutte contre eux. En fait Impisi en ndébélé du Transvaal, signifie la créature qui rôde furtivement la nuit - la hyène - (fisi en swahili). BP a d’ailleurs reçu d’autres surnoms dont  « Mhala Parzi » ce qui d’après lui voulait dire : « Celui qui tire des plans avant de viser ». Lors de sa campagne contre les Ashantis en 1895, les soldats indigènes qu’il avait formés pour combattre aux côtés des Anglais le désignèrent sous le nom de Kanatankis ou « l’homme au grand chapeau ».
- Baudouin (1930-1993) ; roi des Belges : Élan Loyal[2] (ou Trouwe Eland, en néerlandais)
- Bertier, Georges (1877-1962) ; Pédagogue français, fondateur des EDF, directeur de l’École des Roches : Vieux Loup des Roches[3]
- Bouygues, Francis (1922-1993) ; Ingénieur français, fondateur du groupe de BTP Bouygues : Castor bégayant[4]
- Brel, Jacques (1929-1978) ; chanteur belge – FSC : Phoque Hilarant[5]
- Brugiroux, André (né en 1937) ; voyageur et écrivain français : Fouine Babillarde

## C
- Caunes, Antoine de (né en 1953) ; acteur et réalisateur français : Ours Vaillant[6]
- Charbonneau, Jean-Pierre (né en 1950) ; journaliste et homme politique québécois : Aigle Vorace[7]
- Cartier-Bresson, Henri (1908-2004), photographe, photojournaliste et dessinateur français – SDF : Anguille frémissante[8].
- Chirac, Jacques (1932-2019) ; président de la République française – SDF : Bison Égocentrique[9],[10]
- Cardoze, Michel (né en 1942) ; journaliste français – EDF : Pinson Bohème
- Cockenpot, Francine (1918-2001), autrice-compositrice française – Guides de France : Corbeau Unique[11],
- Coze, Paul (1903-1974) ; Peintre, ethnologue et écrivain français - SDF : Panthère à l’Affût
- Cornette, Antoine-Louis (1860-1936) ; Aumônier et chanoine français et cofondateur des SDF : Vieux Loup[12]
- Culliford, Pierre, dit Peyo (1928-1992) ; dessinateur et auteur belge de bande dessinée – FSC : Bélier Humoristique

## D
- de Caunes, Antoine (né en 1953) ;  Acteur et réalisateur français: Ours vaillant
- de Kersauson, Olivier (né en 1944) ; Navigateur et écrivain français : Albatros Irascible
- de Larigaudie, Guy (1908-1940) ; écrivain - SDF : Panthère au Beau Soleil[13]
- Dumas, Francine (1917-1998) ; militante féministe protestante française, cofondatrice du Mouvement Jeunes Femmes, écrivaine et journaliste – FFE, section laïque : Braise[14]
- Durant, Isabelle (née en 1954) ; femme politique belge  – FSC : Tsikapa Go On ![15]
- Droit, Jean, (1884-1961) ; écrivain, peintre et illustrateur français, fondateur du scoutisme en France et en Belgique : Loup Bavard[16] (ou Spraakzame Wolf, en néerlandais)

## E
- Egermeier, Karel (1903-1991) ; photographe tchèque – EDF : Aiglon[17]

## F
- Foucault, Jean-Pierre (né en 1947) ; animateur de télévision français – SDF : Chamois
- Fouilhé, Pierre  (né en 1925) ; psychosociologue et auteur de livres pour enfants, instigateur de l'opération de sécurité routière "Bison Futé" en 1976

## G
- Gascard, Gilbert, dit Tibet (1931-2010) ; dessinateur de BD (Ric Hochet) – FSC : Coq artiste
- Gamzon, Robert (1905-1961) ; fondateur des EIF : Castor Soucieux[18]
- Grouès, Henri, dit Abbé Pierre (1912-2007) ; prêtre catholique français et fondateur du mouvement mouvement Emmaüs : Castor Méditatif[19].
L’Abbé Pierre a indiqué à propos de son totem : « Cette habitude d’adorer est en moi, en effet sans me demander d’effort particulier. Et je vais encore vous donner une indication très éclairante : quand j’étais scout, à l’âge de 14 ans, quand cela a été le moment de me « totémiser », finalement on m’a donné le totem de « castor méditatif ». Comme une prévision de ce qui allait être l’une des caractéristiques de ma vie ! : « castor »-actif, mais « actif » particulièrement pour « loger » ! et « méditatif »... Je crois que si cela a été pressenti par de simples camarades alors que j’avais 14 ans à peine, est qu’ils avaient vu le fond de mon tempérament ! » [20]
- Gillig, Alice (1916-2011) ; Figure de la Résistance française alsacienne – GDF : Bayard
- Giraud, Michel (1929-2011) ; ministre du Travail français : Marcassin Sympathique
- Goldman, Jean-Jacques (né en 1951) ; chanteur – EDF : Caffra Arrogant et Décidé[21]
- Gemayel, Bachir (1947-1982) ; président de la République libanaise, fondateur des Forces libanaises : Bélier Fougueux

## H
- Haenel, Hubert (1942-2015) ; homme politique français : Sanglier Fonceur[22]
- Hammel, Frédéric-Shimon (1907-2001) ; professeur de chimie et résistant français, auteur de mémoires sur le judaïsme français d’avant 1945 - EIF : Chameau
- Hocq, Virginie (née en 1975) ; Comédienne et humoriste belge – FSC : Yearling mosaïque[23]

## J
- Jospin, Lionel (né en 1937) ; Premier ministre français – EUF : Langue Agile[24]
- Joussot Denise (1918-2014) ; professeure de lettres classiques française – FFE : Farfadet
- Joxe, Pierre (né en 1934) ; ministre de l’Intérieur français – EDF : Lynx Énergique et Moqueur
- Jutra, Claude (1930-1986) ; Cinéaste québécois : Porc Épique

## K
- Klein, Théo  (1920-2020) Résistant et avocat français – EIF : Faucheux[25]
- Kroll, Pierre (né en 1958) ; dessinateur et caricaturiste belge – FSC :  Belette Rayonnante[15]

## L
- Langhendries, Raymond (né en 1943) ; Homme politique belge (cDH) – FSC : Pie débrouillarde
- Le Guillant, Germaine (1909-1996) ; Institutrice et militante associative française et formatrice des infirmiers psychiatriques aux CEMÉA – EDF : Hirondelle[26]
- Léotard, François (1942-2023) ; ministre de la Défense français – SDF : Zèbre Idéaliste[27]
- Lescure, Pierre  (né en 1945) ; journaliste, fondateur de Canal + – EDF :  Kamichi Malicieux[28]

## M
- Macedo, Édouard, de (1900-1965) ; Scout franco-brésilien, fondateur des SDF : Hibou Pacifique
- Marois, Pauline (née en 1943) ; Ancienne Première ministre du Québec de 2012 à 2014 : Ourson Bel Humeur
- Martin, Jacques (1933-2007) ; animateur télé – SDF : Grenouille Optimiste
- Maufrais, Hubert (1926-1950) ; explorateur français : Otarie Téméraire[29]
- Mercier, Jacques (né en 1943) ; écrivain belge – FSC : Faon Ironique[15]
- Mitacq (1927-1994) ; scénariste et dessinateur de bandes dessinées belge – FSC : Toucan Bénévole

## N
- Nothomb, Charles-Ferdinand (1936-2023) ; ministre d’État belge : Geai Astucieux[30].

## P
- Parizeau, Jacques (1930-2015) ; premier ministre du Québec : Belette vibrante[31]
- Pelletier, Monique (née en 1926) ; ministre française : Autruche Affolée[32], mais c'est peut-être un totem de journaliste.
- Perez, Raphaël (1937-2009) ; grand rabbin de la communauté séfarade de Strasbourg - EIF : Marabout
- Philippe, cardinal Pierre (1905-1984) ; préfet de congrégation romaine – SDF : Potame

## R
- Rémi, Georges, dit Hergé (1907-1983) ; dessinateur belge : Renard Curieux[33]
- Richaud, Paul (1887–1968) ; cardinal et archevêque de Bordeaux – aumônier SDF : Loup Féroce[34]
- Risler-François, Elisabeth (1905–1989) ; Militante associative française et Juste parmi les nations – FFE : Loutre emballée[35]
- Rocard, Michel (1930–2016) ; Premier ministre français – EUF : Hamster Érudit[9]

## S
- Saab Saade, Georges ; Chef En Groupe kadmous : lynx mystérieux
- Saint-Geours, Frédéric (né en 1950) ; président de l’Union des industries et métiers de la métallurgie : Ocelot Ironique et Futé[36]
- Sar, Ousmane Thiané (1919-1953) ; Enseignant sénégalais, pionnier du scoutisme en Afrique de l'Ouest : Sanglier Zélé
- Scoriels Joëlle (née en 1978) ; Animatrice de télévision belge – FSC : Isatis thé de chine[23]
- Sevin, père Jacques (1882-1951) ; cofondateur des SDF : Renard Noir
- Serres, Michel (1930-2019) ; philosophe – SDF : Renard enthousiaste[37]
- Simonet, Marie-Dominique (née en 1959) ; ministre belge : Serval[15]
- Sitruk, Joseph (1944-2016) ; grand rabbin de France - EIF : Taureau Assis[38]
« Taureau Assis » est aussi la version française du nom du chef amérindien Sitting Bull (vers 1831-1890).
- Stasi, Bernard (1930-2011) ; ministre français : Auroch Susceptible[39]

## U
- Ungerer, Tomi, (1931-2019) ; Auteur, dessinateur et illustrateur – EEUF : Fourmi boute-en-train[40].

## V
- Veil, Simone (1927-2017) ; Résistante française et ministre de la Santé – FFE : Lièvre Agité[9] puis Balkis

D. Zéraffa-Dray précise : « Les filles appartiendront à la très laïque Fédération française des éclaireuses où Simone Jacob reçoit d’abord le totem de « Lièvre agité » à cause de son caractère rebelle et frondeur, puis celui de « Balkis », nom de la reine de Saba dans le Coran, qui dit l’ascendant qu’elle peut exercer sur son entourage. »
- Vernay, Denise (1924-2013) ; Résistante française – FFE : Miarka

- Victor, Paul-Émile (1907-1955) ; explorateur – EDF : Tigre Souriant[42]

- Vivien, Robert-André, (1923-1995) ; ministre – SDF : Lézard Vert Paresseux

## W
- Wahl, Anne (1923-2018) ; Résistante française et Juste parmi les nations – FFE : Biche[43]
- Walther, Marguerite (1882-1942) ; Militante associative française, fondatrice de la branche Neutre de la Fédération française des éclaireuses – FFE : Renne Tenace[44]
- Walthéry, François (né en 1946) ; dessinateur et scénariste belge de bande dessinée : Autruche Dynamique[15]
- Warschawski, Michel (né en 1949 à Strasbourg) ; journaliste et militant d’extrême gauche  pacifiste israélien, cofondateur et président du Centre d’information alternative de Jérusalem – EIF : Mikado[45].
- Woody, James  ; pasteur depuis 1998, éclaireur à la troupe de Plaisance : Guépard Flegmatique, Tenace et Arrogant.

## Personnages de fiction
Des personnages de fiction sont aussi parvenu à la notoriété sous leur totem. 
- Hamster Jovial est un chef louveteau de la bande dessinée éponyme créée par Gotlib en 1971.
- La Patrouille des Castors est une série de bande dessinée créée par Jean-Michel Charlier et Mitacq en 1951. La patrouille se compose de :

1. Poulain Perspicace ;
2. Chat Tout à tous ;
3. Faucon Discret ;
4. Tapir Affamé ;
5. Mouche Laborieuse.